# Frances Tiafoe
 (décembre 2024).
Si vous disposez d'ouvrages ou d'articles de référence ou si vous connaissez des sites web de qualité traitant du thème abordé ici, merci de compléter l'article en donnant les références utiles à sa vérifiabilité et en les liant à la section « Notes et références ».
Frances Tiafoe, né le 20 janvier 1998 à Hyattsville (Maryland), dans la banlieue proche de Washington DC, est un joueur de tennis professionnel américain.

## Carrière

### 2013-2016. Des débuts prometteurs

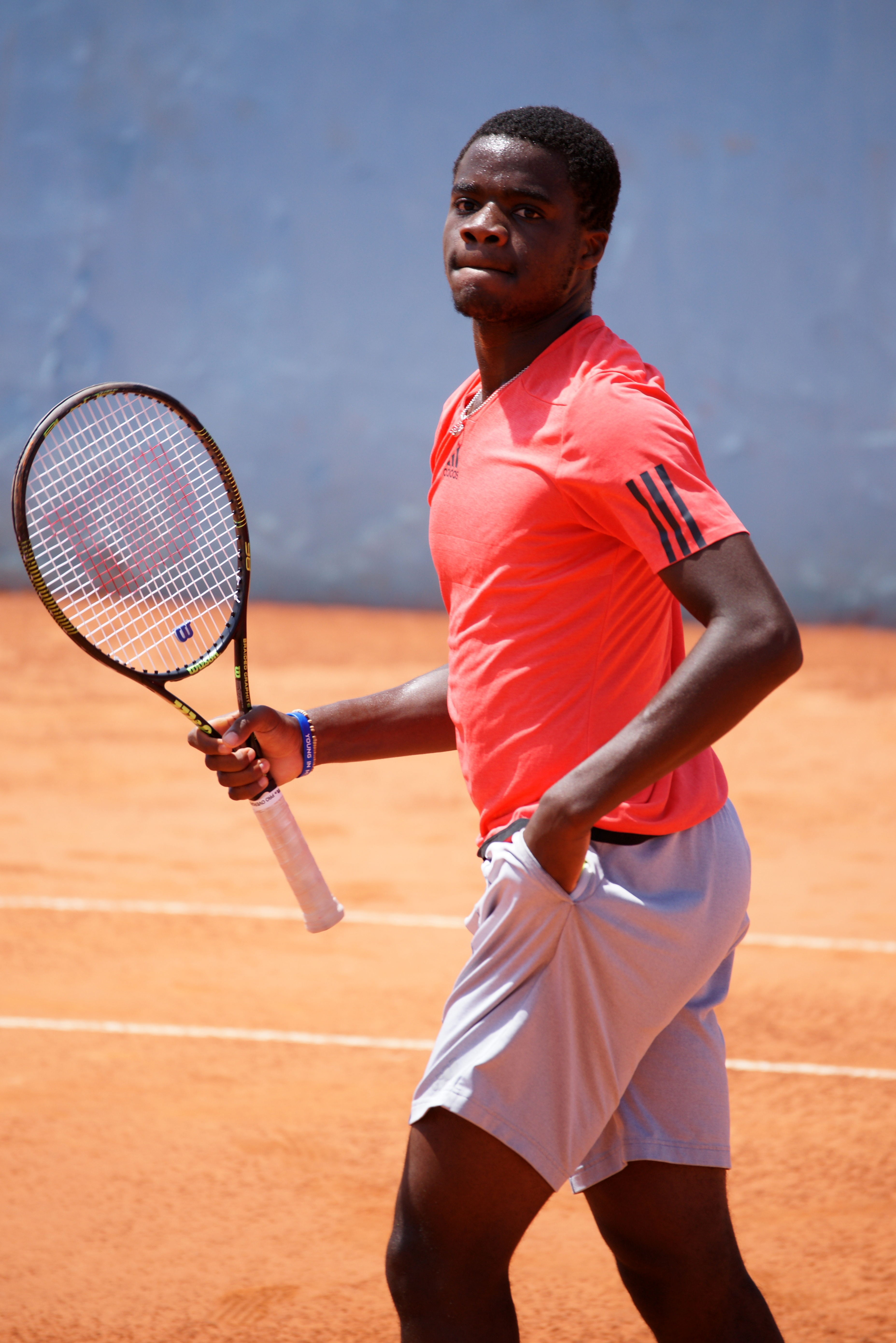
Frances Tiafoe à l'Open de Nice 2015.

Fils d'immigrés sierra-léonais, Frances Tiafoe est né dans le Maryland et a habité le centre de formation régional de l'USTA à College Park (Maryland) où son père était responsable de la maintenance. Tiafoe remporte l'Orange Bowl à l'âge de quinze ans et devient le plus jeune champion du tournoi. Quatre mois plus tard, il atteint la 2e place mondiale chez les juniors après un succès à l'Easter Bowl d'Indian Wells.
Il débute sur le circuit ATP sur invitation à l'occasion du tournoi de Washington et perd son premier match professionnel contre Evgeny Donskoy. En septembre, il est demi-finaliste de l'US Open junior s'inclinant seulement au jeu décisif du 3e set contre Quentin Halys.
À dix-sept ans, il gagne une wild card pour jouer dans le tableau principal de Roland-Garros grâce à de bons résultats sur terre battue dont une finale à Tallahassee, devenant le plus jeune américain à y participer depuis Michael Chang en 1989. Sur dur, il se qualifie pour le tournoi de Winston-Salem où il bat James Duckworth au premier tour (3-6, 7-64, 7-63). Il reçoit dans la foulée une invitation pour l'US Open et s'incline d'entrée contre Viktor Troicki (7-5, 6-4, 6-3). Il dispute en fin d'année une nouvelle finale à Knoxville et termine sa première saison chez les professionnels à la 180e place.
En 2016, il remporte ses deux premiers tournois Challenger à Granby et Stockton après trois défaites en finale. À l'US Open, il perd au premier tour contre John Isner après avoir mené deux sets à rien et 5-3 au cinquième set  (3-6, 4-6, 7-65, 6-2, 7-63).

### 2017. Première victoire sur un top 10
Lors de l'Open d'Australie 2017, il sort des qualifications et bat Mikhail Kukushkin en quatre sets (6-1, 63-7, 6-3, 6-2) avant de s'incliner contre Alexander Zverev (2-6, 3-6, 4-6) alors tête de série numéro 24. En avril, il atteint sa première finale sur le circuit ATP en double avec Dustin Brown à Houston, mais ils s'inclinent face à Julio Peralta et Horacio Zeballos (6-4, 5-7, [6-10]). Il s'illustre ensuite dans deux tournois Challenger qu'il remporte à Bradenton contre Tennys Sandgren et Aix-en-Provence face à Jérémy Chardy.
En juillet, il atteint son meilleur classement avec une 60e place au classement ATP après avoir battu le 38e mondial Robin Haase au 1er tour (6-3, 3-6, 7-65, 7-5) du tournoi de Wimbledon, avant de s'incliner au 2e tour face à Alexander Zverev (3-6, 4-6, 3-6).
En août, alors détenteur d'une invitation, il participe à son premier Masters de Cincinnati et élimine à cette occasion le qualifié Maximilian Marterer au 1er tour (6-3, 7-62), avant de battre son premier top 10, l'Allemand Alexander Zverev, 7e mondial, en 3 manches (4-6, 6-3, 6-4). En huitième de finale, il est éliminé par son compatriote John Isner (64-7, 5-7). Lors de l'US Open, il pousse Roger Federer en cinq sets mais finit par s'incliner (6-4, 2-6, 1-6, 6-1, 4-6).

### 2018. Premier titre ATP

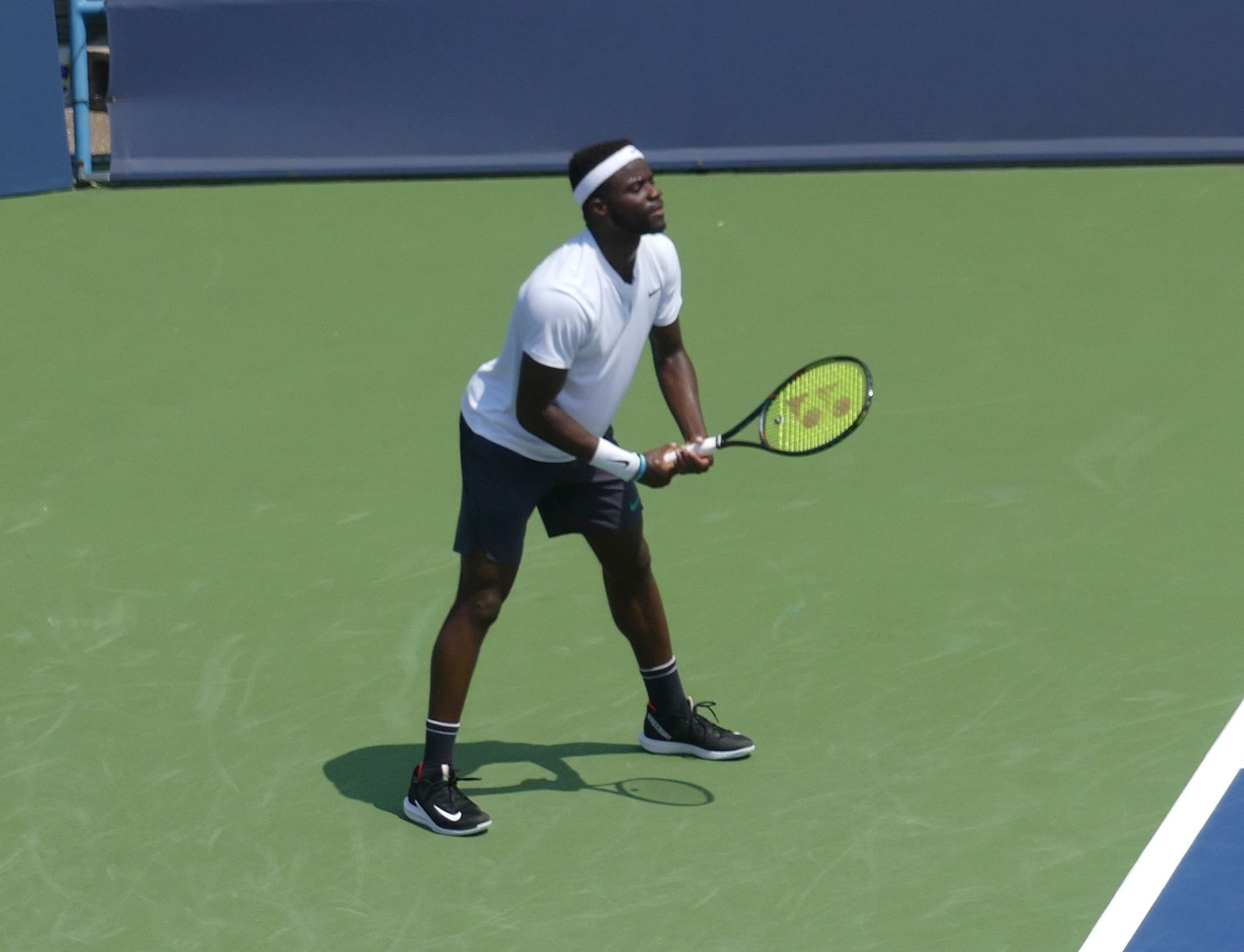
Frances Tiafoe en 2018.

Quart de finaliste de l'Open de New York début 2018, il atteint dans la foulée sa première finale ATP à Delray Beach où il écarte notamment Juan Martín del Potro au 2e tour (7-66, 4-6, 7-5) alors 10e mondial, puis Chung Hyeon (5-7, 6-4, 6-4) et Denis Shapovalov (7-5, 6-4) le même jour, qui sont également des joueurs de la Next Gen. Il affronte en finale Peter Gojowczyk qu'il bat facilement (6-1, 6-4).
C'est donc avec le plein de confiance qu'il poursuit la tournée américaine mais il doit s'incliner dès le 1er tour au Masters 1000 d'Indian Wells face à un autre espoir, Ernesto Escobedo (5-7, 3-6). En revanche, il réalise un beau parcours au Masters de Miami où il élimine coup sur coup Kyle Edmund (7-64, 4-6, 7-65) et Tomáš Berdych (62-7, 6-2, 7-61) avant de s'incliner en huitième de finale face au 8e mondial, Kevin Anderson (63-7, 4-6).
Sa saison sur terre battue est mitigée avec pour seule bonne semaine le tournoi d'Estoril où il bat difficilement au 1er tour son compatriote Tennys Sandgren (3-6, 7-65, 7-64) puis se qualifie pour la finale sans perdre de set en passant Gilles Müller, Simone Bolelli et la tête de série numéro 2, Pablo Carreño Busta (6-2, 6-3). Il s'incline en finale contre le local João Sousa (4-6, 4-6).
À Wimbledon, il atteint le 3e tour en battant Fernando Verdasco et Julien Benneteau en 4 manches, puis s'incline en cinq sets contre Karen Khachanov après avoir mené deux manches à rien.
Sur le ciment américain du Masters du Canada, il atteint les huitièmes de finale en battant Milos Raonic puis tombe face au 5e mondial, Grigor Dimitrov (61-7, 6-3, 64-7).

### 2019.1erquart de finale en Grand Chelem et en Masters 1000
À l'Open d'Australie, il atteint son premier quart de finale dans un tournoi du Grand Chelem, il est battu par Rafael Nadal (3-6, 4-6, 2-6).
À Roland-Garros, il est tête de série numéro 32 (alors classé 34e à l'ATP) mais est éliminé dès le premier tour par le Serbe Filip Krajinović, en cinq sets (2-6, 6-4, 3-6, 6-3, 0-6).

### 2020 - 2021: 1/8 à l'US Open, Première victoire sur un top 5, et première finale ATP 500
Lors de l'Open d'Australie, il est battu au 1er tour par le Russe Daniil Medvedev, en quatre sets (3-6, 6-4, 4-6, 2-6), cette défaite lui fait quitter le top 50 du classement de l'ATP au début du mois de février.
À l'US Open, il se qualifie pour la première fois au stade des huitièmes de finales dans ce même tournoi, devenant par la même occasion à 22 ans le plus jeune Américain à avoir été aussi loin à l'US Open depuis Donald Young en 2011, en battant l'Italien Andreas Seppi (4-6, 6-3, 6-4, 7-5), l'Australien John Millman (7-66, 3-6, 1-6, 6-3, 6-3) et l'Hongrois Márton Fucsovics sans difficulté en trois sets (6-2, 6-3, 6-2) pour ensuite se faire sortir par le même adversaire que lors de l'Open d'Australie, Daniil Medvedev en trois sets (4-6, 1-6, 0-6). Tiafoe termine la saison au rang de 59e mondial.
Frances Tiafoe entame sa saison 2021 lors du tournoi de Delray Beach, où il s'incline en quarts par le Britannique Cameron Norrie (0-6, 6-3, 4-6). Il a ensuite perdu au deuxième tour de l'Open d'Australie contre le Serbe Novak Djokovic (3-6, 7-63, 62-7, 3-6), au premier et au deuxième tour de plusieurs tournois ATP 250. Lors du Masters 1000 de Miami, il a battu le Britannique Dan Evans en trois sets, mais perd en huitièmes de finale contre la tête de série n°1 Daniil Medvedev.
Pour finir la saison 2021, à l'US Open, il a atteint les huitièmes pour une deuxième année consécutive en battant la cinquième tête de série et numéro 7 mondial, Andrey Rublev dans un match en cinq sets (4-6, 6-3, 7-66, 4-6, 6-1). Ila a été le premier Américain à atteindre la deuxième semaine à l'US Open au cours des années consécutives depuis Andy Roddick et Mardy Fish en 2011 et 2012. Il est ensuite battu par le Canadien Félix Auger-Aliassime.
Tiafoe a dû passer par les qualifications pour se qualifier dans le tableau principal à Vienne, en battant le Slovaque Alex Molčan et l'Autrichien Lucas Miedler, tous deux en trois sets. Dans le tableau principal, Tiafoe a battu le Serbe Dušan Lajović au premier tour avant de remporter son deuxième match de l'année contre le Grec Stéfanos Tsitsipas, après s'être remis d'une blessure lors du troisième set. Tiafoe a ensuite battu l'Argentin Diego Schwartzman pour atteindre sa première demi-finale ATP 500, où il se défait de l'Italien Jannik Sinner après s'être relacher dans le deuxième set pour atteindre sa première finale ATP 500. Il perd finalement contre Alexander Zverev en deux sets (5-7, 4-6).

### 2022: 1/2 à l'US Open

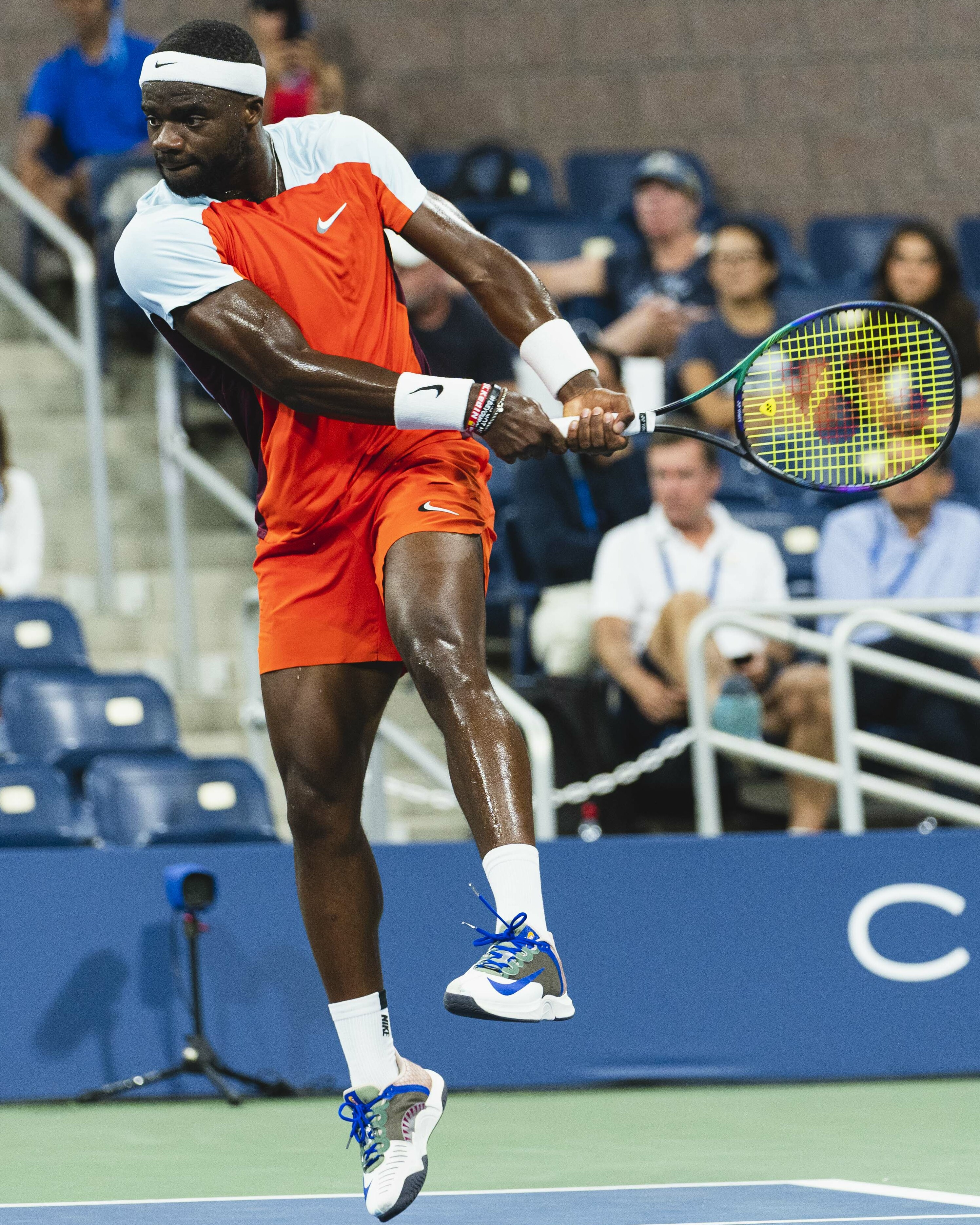
Tiafoe frappant la balle en faisant un revers sautant lors du tournoi de l'US Open en 2022.

Durant le tournoi de Wimbledon, il se défait de deux qualifiés, Andrea Vavassori et Maximilian Marterer puis du Kazakh Alexander Bublik pour disputer son premier huitième de finale à Wimbledon. Il est battu au terme d'une lutte de 4 h 36 par le Belge David Goffin (6-7, 7-5, 7-5, 4-6, 5-7).
À l'US Open, il atteint les huitièmes de finale où il bat Rafael Nadal pour se qualifier pour son premier quart de finale à New York. Tiafoe enchaîne en quart de finale où il vient à bout de Andrey Rublev en 3 sets avant de tomber en 5 sets en demi finale face à Carlos Alcaraz à l'issue d'un match de 4h19.
Début Novembre, il élimine lors du Masters de Paris Bercy le qualifié Lorenzo Sonego (6-4, 6-4), le Britannique Jack Draper (6-3, 7-5) et l'Australien Alex de Minaur (6-3, 7-6) pour ralliers les quarts de finale. Il tombe contre le Canadien Félix Auger-Aliassime, qui enchaîne une seizième victoire de suite (1-6, 4-6). C'est son deuxième quart de finale en Master 1000, le premier depuis trois ans.

### 2023.1redemi-finale en Masters 1000, titres à Houston et Stuttgart et 1/4 à l'US Open
Mi-février, il bat d'abord Mackenzie McDonald (6-1, 6-3) à Dallas mais s'incline en quarts contre Jeffrey John Wolf, récent huitième de finaliste surprise à l'Open d'Australie (6-4, 3-6, 4-6). Il atteint le même stade à Acapulco  en éliminant le Japonais Yoshihito Nishioka (7-6, 6-4) et l'invité Feliciano López qui joue un des derniers matchs de sa carrière (6-2, 7-6). Il est de nouveau battu par un compatriote, Taylor Fritz, cinquième mondial (3-6, 4-6).
En mars, il élimine à Indian Wells son compatriote Marcos Giron (6-2, 6-2), l'Australien Jason Kubler (6-3, 6-2), le qualifié chilien Alejandro Tabilo (6-4, 6-4) et le Britannique Cameron Norrie en quarts de finale sur le même score. Il accède alors à la première demi-finale en Masters 1000 de sa carrière. Il s'incline à ce stade contre le Russe Daniil Medvedev (5-7, 6-7), qui surfe alors sur trois titres consécutifs et dix huit victoires d'affilée. La semaine suivante à Miami, il sort difficilement le 123e mondial, le Japonais Yosuke Watanuki (6-7, 7-6, 6-4) puis est battu par l'Italien Lorenzo Sonego en deux sets (3-6, 4-6).
Tête de série numéro une, il s'aligne sur le tournoi de Houston et honore son rang en éliminant sans concéder de set son compatriote Steve Johnson (6-2, 6-4), deux fois vainqueur du tournoi, l'Australien Jason Kubler (6-4, 6-4), le Néerlandais Gijs Brouwer (6-4, 6-1) et l'Argentin Tomás Martín Etcheverry en deux tie-breaks en finale. Il remporte ainsi son deuxième titre, le premier depuis cinq ans.
Après avoir loupé le tournoi de Monte-Carlo, il s'incline d'entrée à Barcelone contre le Finlandais Emil Ruusuvuori (4-6, 7-6, 4-6) et au troisième tour à Madrid contre l'Argentin Pedro Cachín (1-6, 6-7). Il gagne un match à Rome contre le qualifié Daniel Altmaier (3-6, 7-5, 6-3), quart de finaliste à Madrid la semaine précédente mais s'incline au troisième tour contre le local Lorenzo Musetti (7-5, 4-6, 3-6).
Il gagne pour la première fois de sa carrière deux matchs à Roland-Garros contre le Serbe Filip Krajinović (6-3, 6-4, 6-2) et le Russe Aslan Karatsev (3-6, 6-3, 7-5, 6-2). Il affronte et perd au troisième tour contre l'Allemand Alexander Zverev (6-3, 6-7, 1-6, 6-7), demi-finaliste l'année précédente.
En juin sur gazon, il remporte le tournoi de Stuttgart en battant en finale le local Jan-Lennard Struff (4-6, 7-6, 7-6). Cette victoire lui permet pour la première fois de sa carrière d'accéder au Top 10. Il avait battu auparavant le Tchèque Jiří Lehečka (7-6, 6-4), l'Italien Lorenzo Musetti (6-7, 7-6, 6-2) et la qualifié Hongrois Márton Fucsovics (6-3, 7-6). Il emporte une nouvelle victoire au Queen's contre le Néerlandais Botic van de Zandschulp (6-2, 6-4) mais s'incline au second tour, fatigué, contre son compatriote Sebastian Korda (6-7, 3-6). Attendu comme possible outsider à Wimbledon, il atteint le troisième tour avec des victoires sur le Chinois Wu Yibing (7-6, 6-3, 6-4) et le jeune qualifié Suisse Dominic Stricker (7-6, 6-4, 6-2). Confronté à Grigor Dimitrov, ancien demi-finaliste ici-même, il s'incline en trois sets (2-6, 3-6, 2-6).
Il s'envole dans son pays natal début août pour jouer à Washington en tant que tête de série numéro deux. Il y bat le Russe Aslan Karatsev en deux tie-breaks et la qualifié Chinois Shang Juncheng (6-2, 6-3) mais est stoppé en quarts de finale par Daniel Evans (4-6, 5-7), vainqueur en capitale américaine quelques jours plus tard. Il est éliminé dès son entrée en lice à l'Open du Canada par l'ancien numéro trois mondial sur le retour, le local Milos Raonic (7-6, 6-7, 3-6), sa plus mauvaise performance ici depuis six ans. A Cincinnati, il s'impose difficilement contre le Néerlandais Tallon Griekspoor (6-4, 6-7, 6-4) mais perd au tour suivante contre le vétéran et ancien champion Stanislas Wawrinka, 38 ans (3-6, 4-6). Pour la sixième fois de suite, il ne parvient pas à franchir ce stade dans le tournoi. Il arrive à New York pour disputer l'US Open, le dernier majeur de l'année et y défendre sa demi-finale de l'an passée. Opposé à un compatriote, Learner Tien, invité par les organisateurs au premier tour, il s'en sort facilement (6-2, 7-5, 6-1) tout comme face à l'Autrichien Sebastian Ofner (6-3, 6-1, 6-4). Contre le Français Adrian Mannarino, il perd le premier set mais renverse la situation (4-6, 6-2, 6-3, 7-6) et file en deuxième semaine pour la première fois de l'année dans un Grand Chelem. Bénéficiant d'un tableau très ouvert, il sort l'Australien Rinky Hijikata, 110e et novice à ce niveau (6-4, 6-1, 6-4) et joue une autre surprise du tournoi en quarts de finale, son jeune compatriote Ben Shelton, demi-finaliste en début d'année à l'Open d'Australie. Favori de ce match, il est renversé en quatre manches (2-6, 6-3, 6-7, 2-6). Il rejoue à l'occasion du Masters 1000 de Shanghai où pour la quatrième participation, il ne dépasse pas le deuxième tour en perdant contre l'Italien Lorenzo Sonego (6-2, 2-6, 3-6).
Finaliste l'année passée à Tokyo, il perd au premier tour, s'inclinant contre le Russe Aslan Karatsev (3-6, 6-7). Il engrange quelques points à Vienne fin octobre en profitant de l'abandon de Daniel Evans (1-4 ab.) alors qu'il était mal embarqué puis met fin à la série de victoires du vétéran Français Gaël Monfils, vainqueur de Stockholm la semaine passée (5-7, 6-1, 6-4), avant de tomber contre le numéro quatre Jannik Sinner (3-6, 4-6), vainqueur du tournoi autrichien peu de temps après. Il tombe d'entrée contre Alexander Bublik (3-6, 4-6) au Masters 1000 de Paris ce qui le prive d'une première participation au Masters de fin d'année.

### 2024. 2edemi-finale à l'US Open,1refinale en Masters 1000 à Cincinnati et finale à Houston
Après avoir battu le Serbe Miomir Kecmanović à Hong Kong (6-3, 7-6), il est surpris par le jeune Chinois invité Shang Juncheng, 183e mondial (4-6, 4-6). Il dispute son deuxième tournoi de la saison dans son pays natal à Dallas. Il bat le jeune Alex Michelsen (6-4, 6-3) puis s'incline contre son compatriote Marcos Giron (1-6, 4-6) en quarts de finale. Il ne rassure pas à Delray Beach où il sort le qualifié moldave Radu Albot en deux tie-breaks et le jeune Italien Flavio Cobolli (6-4, 6-2) mais s'incline sèchement contre son compatriote Tommy Paul, vainqueur la semaine précédente à Dallas (2-6, 2-6). Il perd fin février au second tour d'Acapulco contre l'Allemand Dominik Köpfer (4-6, 7-5, 1-6) après avoir renversé le serveur-volleyeur Max Purcell (4-6, 6-3, 6-0).
En panne de confiance, il défend son titre début avril à Houston et parvient à enchaîner deux victoires d'affilée pour la première fois depuis plusieurs mois contre deux Australiens, James Duckworth (6-2, 6-7, 7-5) et Jordan Thompson (7-6, 6-4). Il efface l'Italien Luciano Darderi (6-2, 7-6), vainqueur à Córdoba quelques mois plus tôt pour s'offrir une finale contre la tête de série numéro une, son compatriote Ben Shelton. Il s'incline (5-7, 6-4, 3-6) et laisse le trophée au jeune Américain. Il lutte et s'impose difficilement à Washington, ayant délaissé les Jeux olympiques de Paris 2024, contre Daniel Elahi Galán (6-7, 6-3, 6-3) et Aleksandar Kovacevic (7-6, 4-6, 6-3). Il domine la tête de série numéro une Andrey Rublev (6-4, 7-6), sa première victoire depuis près de deux ans sur un joueur membre du Top 10 mais perd contre le futur vainqueur du tournoi en demi, son compatriote Sebastian Korda (4-6, 4-6).
Il accède à sa première finale en Masters 1000 en profitant d'un tableau ouvert à Cincinnati, sortant en deux manches l'Espagnol Alejandro Davidovich Fokina (6-3, 7-6) et l'Italien Lorenzo Musetti, demi-finaliste à Wimbledon (6-3, 6-2). Malgré trois balles de match dans le deuxième set, il est contraint à disputer une troisième manche par le Tchèque Jiří Lehečka (6-4, 6-7, 7-6) pour disputer son quart de finale. Grâce à l'abandon du Polonais Hubert Hurkacz (6-3 ab.), il parvient en demi-finale et joue contre le Danois Holger Rune qui n'avait jusqu'à présent jamais remporté de match dans ce Masters 1000. Il sauve deux balles de matchs et accède à la finale (4-6, 6-1, 7-6), où il est logiquement défait par l'Italien Jannik Sinner, numéro un mondial et vainqueur de l'Open d'Australie en début d'année (6-7, 2-6).
Il surfe sur sa bonne dynamique à l'US Open et se débarrasse de son jeune compatriote Aleksandar Kovacevic (6-4, 6-3, 4-6, 7-5) au premier tour avant de profiter de l'abandon du Kazakh Alexander Shevchenko (6-4, 6-1, 1-0 ab.) qui atteint pour la première fois de sa carrière le deuxième tour à New York. Il a devant lui un tableau compliqué et un troisième tour alléchant contre son jeune compatriote Ben Shelton. Frances prend sa revanche de l'année dernière et réussit alors qu'il est mené deux sets à un à renverser le cours du match (4-6, 7-5, 6-7, 6-4, 6-3), parvenant en huitièmes de finale de ce tournoi du Grand Chelem pour la cinquième année consécutive. Il joue à ce stade le surprenant Alexei Popyrin, tombeur de la légende Novak Djokovic au tour précédent et vainqueur de son premier Masters 1000 quelques semaines plus tôt à Montréal. Il perd le troisième set mais parvient tout de même à se qualifier (6-4, 7-6, 2-6, 6-3) pour les quarts de finale où l'attend le Bulgare Grigor Dimitrov, ancien numéro trois mondial et demi-finaliste à l'US Open. Il profite de l'abandon de son adversaire (6-3, 6-7, 6-3, 4-1 ab.) pour atteindre le dernier carré en Majeur pour la seconde fois de sa vie. Il joue alors un autre Américain, Taylor Fritz qui dispute sa première demi-finale en Majeur et alors qu'il mène deux manches à une, laisse passer sa chance de filer en finale (6-4, 5-7, 6-4, 4-6, 1-6).
Il s'envole fin septembre pour la capitale japonaise mais perd contre son compatriote Brandon Nakashima dès le premier tour (5-7, 3-6). Tête de série numéro une au tournoi Kazakh d'Almaty, il retourne la situation mal engagée, passant à deux points de la défaite contre Daniel Evans (6-7, 7-6, 6-3) avant de tomber face à l'Australien Aleksandar Vukic (2-6, 6-7). Il s'arrête également au second tour à Vienne après avoir battu l'ancien Top 10 Cameron Norrie (6-4, 7-6), défait par l'ancien numéro six Matteo Berrettini (3-6, 7-6, 3-6). Il n'enchaîne pas et est sorti comme la saison dernière à Bercy dès le premier tour par le jeune Français Giovanni Mpetshi Perricard, vainqueur de son premier ATP 500 à Bâle quelques jours plus tôt (7-6, 6-7, 3-6).

### 2025. Nouvelle finale à Houston,1erquart de finale à Roland-Garros
Il se montre solide durant tout le tournoi de Houston en avril, s'imposant sans perdre une seule manche contre l'Australien Adam Walton (7-5, 6-3) et face à ses compatriotes Alex Michelsen (7-5, 6-1) et Brandon Nakashima (6-4, 7-63). Atteignant sa troisième finale à Houston, il rejoint au nombre de finales son compatriote John Isner et l'Espagnol Manuel Orantes. Il affronte Jenson Brooksby qui fut suspendu il y a deux ans. Il laisse à son adversaire le soin de remporter son premier titre en carrière. En mai, juste avant Roland-Garros, il prend part au tournoi de Hambourg en tant que tête de série numéro deux, y gagne une rencontre contre Bu Yunchaokete (7-5, 6-2) mais s'incline face au vétéran Roberto Bautista-Agut (2-6, 3-6).
Il impressionne lors du Grand Chelem parisien, ne cédant aucune manche lors de ses rencontres face au Russe Roman Safiullin (6-4, 7-5, 6-4), à l'ancien Top 10 Pablo Carreño Busta (6-4, 6-3, 6-1) et contre son compatriote Sebastian Korda (7-66, 6-3, 6-4) pour effectuer son meilleurs parcours Porte d'Auteuil et rejoindre pour la première fois de sa carrière les huitièmes de finale du tournoi. Il continue son parcours, profitant d'un tableau ouvert et de la présence de l'Allemand Daniel Altmaier, tombeur au premier tour du numéro quatre Taylor Fritz (6-3, 6-4, 7-64). Son quatrième quart de finale en carrière en Majeur se solde par une défaite contre l'Italien Lorenzo Musetti, finaliste à Monte-Carlo, demi-finaliste à Madrid et Rome et numéro huit mondial (2-6, 6-4, 5-7, 2-6). Il perd ensuite lors du premier tour au Queen's, battu par l'invité et vétéran Daniel Evans (5-7, 2-6). Il remporte son seul match sur gazon à Wimbledon contre le jeune Danois Elmer Møller qui dispute son premier match ici (6-3, 6-4, 6-2) puis se fait renverser par le local Cameron Norrie (6-4, 4-6, 3-6, 5-7), ancien demi-finaliste, n'accédant pas pour la première fois depuis six ans au troisième tour.
En capitale américaine, il retrouve son compatriote Aleksandar Kovacevic (7-5, 3-6, 6-3) et sort le récent quart de finaliste à Wimbledon Flavio Cobolli (6-1, 6-4), finaliste ici-même l'année passée mais est coincé par le numéro un étasunien Ben Shelton, demi-finaliste en début d'année à l'Open d'Australie (62-7, 4-6). Peu à son aise sur l'Open du Canada, il atteint pour la première fois depuis quatre ans les huitièmes de finale après des succès difficiles sur le Japonais Yosuke Watanuki (1-6, 7-5, 7-6) et l'Australien Aleksandar Vukic (6-3, 4-6, 6-3) mais est défait par un deuxième Wallabies, Alex de Minaur (2-6, 6-4, 4-6), récent vainqueur à Washington. Il échoue également à ce stade à Cincinnati, après deux succès sur Roberto Carballés Baena (6-4, 6-3) et le Français gaucher Ugo Humbert (6-4, 6-4), abandonnant contre le Danois Holger Rune qu'il avait sorti au même tournoi la saison passée (4-6, 1-3 ab.).

## Palmarès

### Titres en simple messieurs
| No | Date       | Nom et lieu du tournoi                                        | Catégorie | Dotation  | Surface      | Finaliste               | Score           |          |
| -- | ---------- | ------------------------------------------------------------- | --------- | --------- | ------------ | ----------------------- | --------------- | -------- |
| 1  | 19-02-2018 | Delray Beach Open, Delray Beach                               | ATP 250   | 556 010 $ | Dur (ext.)   | Peter Gojowczyk         | 6-1, 6-4        | Parcours |
| 2  | 03-04-2023 | Fayez Sarofim & Co. US Men's Clay Court Championship, Houston | ATP 250   | 642 735 $ | Terre (ext.) | Tomás Martín Etcheverry | 7-61, 7-66      | Parcours |
| 3  | 12-06-2023 | BOSS OPEN, Stuttgart                                          | ATP 250   | 718 410 € | Gazon (ext.) | Jan-Lennard Struff      | 4-6, 7-61, 7-68 | Parcours |

### Finales en simple messieurs
| No | Date       | Nom et lieu du tournoi                                        | Catégorie    | Dotation    | Surface      | Vainqueur        | Score         |          |
| -- | ---------- | ------------------------------------------------------------- | ------------ | ----------- | ------------ | ---------------- | ------------- | -------- |
| 1  | 30-04-2018 | Millennium Estoril Open, Estoril                              | ATP 250      | 501 345 €   | Terre (ext.) | João Sousa       | 6-4, 6-4      | Parcours |
| 2  | 25-10-2021 | Erste Bank Open, Vienne                                       | ATP 500      | 1 837 190 € | Dur (int.)   | Alexander Zverev | 7-5, 6-4      | Parcours |
| 3  | 25-04-2022 | Millennium Estoril Open, Estoril                              | ATP 250      | 534 555 €   | Terre (ext.) | Sebastián Báez   | 6-3, 6-2      | Parcours |
| 4  | 03-10-2022 | Rakuten Japan Open Tennis Championships, Tokyo                | ATP 500      | 1 953 285 $ | Dur (ext.)   | Taylor Fritz     | 7-63, 7-62    | Parcours |
| 5  | 01-04-2024 | Fayez Sarofim & Co. US Men's Clay Court Championship, Houston | ATP 250      | 661 585 $   | Terre (ext.) | Ben Shelton      | 7-5, 4-6, 6-3 | Parcours |
| 6  | 12-08-2024 | Cincinnati Open, Cincinnati                                   | Masters 1000 | 6 795 555 $ | Dur (ext.)   | Jannik Sinner    | 7-64, 6-2     | Parcours |
| 7  | 31-03-2025 | Fayez Sarofim & Co. US Men's Clay Court Championship, Houston | ATP 250      | 680 140 $   | Terre (ext.) | Jenson Brooksby  | 6-4, 6-2      | Parcours |

### Finale en double messieurs
| No | Date       | Nom et lieu du tournoi                                       | Catégorie | Dotation  | Surface      | Vainqueurs                     | Partenaire   | Score            |          |
| -- | ---------- | ------------------------------------------------------------ | --------- | --------- | ------------ | ------------------------------ | ------------ | ---------------- | -------- |
| 1  | 10-04-2017 | Fayez Sarofim & Co. US Men's Clay Court Championship Houston | ATP 250   | 535 625 $ | Terre (ext.) | Julio Peralta Horacio Zeballos | Dustin Brown | 4-6, 7-5, [10-6] | Parcours |

## Parcours dans les tournois duGrand Chelem

### En simple
| Année | Open d'Australie | Open d'Australie | Internationaux de France | Internationaux de France | Wimbledon       | Wimbledon        | US Open         | US Open            |
| ----- | ---------------- | ---------------- | ------------------------ | ------------------------ | --------------- | ---------------- | --------------- | ------------------ |
| 2015  | —                | —                | 1er tour (1/64)          | Martin Kližan            | —               | —                | 1er tour (1/64) | Viktor Troicki     |
| 2016  | —                | —                | —                        | —                        | —               | —                | 1er tour (1/64) | John Isner         |
| 2017  | 2e tour (1/32)   | Alexander Zverev | 1er tour (1/64)          | Fabio Fognini            | 2e tour (1/32)  | Alexander Zverev | 1er tour (1/64) | Roger Federer      |
| 2018  | 1er tour (1/64)  | J. M. del Potro  | 1er tour (1/64)          | Sam Querrey              | 3e tour (1/16)  | Karen Khachanov  | 2e tour (1/32)  | Alex de Minaur     |
| 2019  | 1/4 de finale    | Rafael Nadal     | 1er tour (1/64)          | Filip Krajinović         | 1er tour (1/64) | Fabio Fognini    | 2e tour (1/32)  | Alexander Zverev   |
| 2020  | 1er tour (1/64)  | Daniil Medvedev  | 1er tour (1/64)          | Jan-Lennard Struff       | Annulé          | Annulé           | 1/8 de finale   | Daniil Medvedev    |
| 2021  | 2e tour (1/32)   | Novak Djokovic   | 1er tour (1/64)          | Steve Johnson            | 3e tour (1/16)  | Karen Khachanov  | 1/8 de finale   | F. Auger-Aliassime |
| 2022  | 2e tour (1/32)   | Taylor Fritz     | 2e tour (1/32)           | David Goffin             | 1/8 de finale   | David Goffin     | 1/2 finale      | Carlos Alcaraz     |
| 2023  | 3e tour (1/16)   | Karen Khachanov  | 3e tour (1/16)           | Alexander Zverev         | 3e tour (1/16)  | Grigor Dimitrov  | 1/4 de finale   | Ben Shelton        |
| 2024  | 2e tour (1/32)   | Tomáš Macháč     | 2e tour (1/32)           | Denis Shapovalov         | 3e tour (1/16)  | Carlos Alcaraz   | 1/2 finale      | Taylor Fritz       |
| 2025  | 2e tour (1/32)   | Fábián Marozsán  | 1/4 de finale            | Lorenzo Musetti          | 2e tour (1/32)  | Cameron Norrie   |                 |                    |

N.B. : à droite du résultat se trouve le nom de l'ultime adversaire.

### En double messieurs
| Année | Open d'Australie                                                                    | Open d'Australie                                                                           | Internationaux de France                                                                 | Internationaux de France                                                                 | Wimbledon                                                                           | Wimbledon | US Open                                                                         | US Open |
| ----- | ----------------------------------------------------------------------------------- | ------------------------------------------------------------------------------------------ | ---------------------------------------------------------------------------------------- | ---------------------------------------------------------------------------------------- | ----------------------------------------------------------------------------------- | --------- | ------------------------------------------------------------------------------- | ------- |
| 2014  | —                                                                                   | —                                                                                          | —                                                                                        | —                                                                                        | —                                                                                   | —         | 2e tour (1/16) M. Mmoh \|\| style="text-align:left;" \| Scott Lipsky Rajeev Ram |         |
|       |                                                                                     |                                                                                            |                                                                                          |                                                                                          |                                                                                     |           |                                                                                 |         |
| 2017  | —                                                                                   | —                                                                                          | 1er tour (1/32) Schwartzman \|\| style="text-align:left;" \| Ryan Harrison Michael Venus | 1er tour (1/32) Scott Lipsky \|\| style="text-align:left;" \| H. Podlipnik A. Vasilevski | —                                                                                   | —         |                                                                                 |         |
| 2018  | 1er tour (1/32) D. Young \|\| style="text-align:left;" \| Jamie Murray Bruno Soares | 1er tour (1/32) Taylor Fritz \|\| style="text-align:left;" \| R. Bopanna É. Roger-Vasselin | 1er tour (1/32) J. Withrow \|\| style="text-align:left;" \| Liam Broady Scott Clayton    | —                                                                                        | —                                                                                   |           |                                                                                 |         |
|       |                                                                                     |                                                                                            |                                                                                          |                                                                                          |                                                                                     |           |                                                                                 |         |
| 2020  | 1er tour (1/32) U. Humbert \|\| style="text-align:left;" \| G. Barrère A. Mannarino | 1er tour (1/32) J. Withrow \|\| style="text-align:left;" \| A. Mannarino Benoît Paire      | Annulé                                                                                   | Annulé                                                                                   | —                                                                                   | —         |                                                                                 |         |
| 2021  | 1/8 de finale N. Monroe \|\| style="text-align:left;" \| M. Daniell P. Oswald       | 2e tour (1/16) N. Monroe \|\| style="text-align:left;" \| R. Bopanna Franko Škugor         | —                                                                                        | —                                                                                        | 1er tour (1/32) N. Monroe \|\| style="text-align:left;" \| C. Eubanks B. Fratangelo |           |                                                                                 |         |
| 2022  | 1er tour (1/32) N. Monroe \|\| style="text-align:left;" \| T. Pütz M. Venus         | 2e tour (1/16) M. Fucsovics \|\| style="text-align:left;" \| A. Bublik T. Kokkinakis       | —                                                                                        | —                                                                                        | 1er tour (1/32) D. Kudla \|\| style="text-align:left;" \| A. Bublik Holger Rune     |           |                                                                                 |         |
|       |                                                                                     |                                                                                            |                                                                                          |                                                                                          |                                                                                     |           |                                                                                 |         |
| 2024  | —                                                                                   | —                                                                                          | 1er tour (1/32) D. Brown \|\| style="text-align:left;" \| M. Daniell M. McDonald         | —                                                                                        | —                                                                                   | —         | —                                                                               |         |

N.B. : le nom du partenaire se trouve sous le résultat ; les noms des ultimes adversaires se trouvent à droite.

### En double mixte
| Année | Open d'Australie | Open d'Australie | Internationaux de France | Internationaux de France | Wimbledon                                                                      | Wimbledon | US Open                                                                           | US Open |
| ----- | ---------------- | ---------------- | ------------------------ | ------------------------ | ------------------------------------------------------------------------------ | --------- | --------------------------------------------------------------------------------- | ------- |
| 2015  | —                | —                | —                        | —                        | —                                                                              | —         | 2e tour (1/8) S. Vickery \|\| style="text-align:left;" \| Hsieh S.-w. H. Kontinen |         |
| 2016  | —                | —                | —                        | —                        | —                                                                              | —         | 1er tour (1/16) S. Vickery \|\| style="text-align:left;" \| M. Hingis L. Paes     |         |
|       |                  |                  |                          |                          |                                                                                |           |                                                                                   |         |
| 2018  | —                | —                | —                        | —                        | —                                                                              | —         | 1er tour (1/16) W. Osuigwe \|\| style="text-align:left;" \| N. Melichar O. Marach |         |
| 2019  | —                | —                | —                        | —                        | 2e tour (1/16) V. Williams \|\| style="text-align:left;" \| R. Olaru F. Škugor | —         | —                                                                                 |         |
|       |                  |                  |                          |                          |                                                                                |           |                                                                                   |         |
| 2025  | —                | —                | —                        | —                        | —                                                                              | —         | 1er tour (1/8) M. Keys \|\| style="text-align:left;" \| I. Świątek C. Ruud        |         |

N.B. : le nom de la partenaire se trouve sous le résultat ; les noms des ultimes adversaires se trouvent à droite.

## Parcours dans lesMasters 1000
| Année | Indian Wells           | Miami                       | Monte-Carlo        | Madrid                   | Rome                   | Canada                     | Cincinnati             | Shanghai               | Paris                  |
| ----- | ---------------------- | --------------------------- | ------------------ | ------------------------ | ---------------------- | -------------------------- | ---------------------- | ---------------------- | ---------------------- |
| 2016  | 2e tour D. Goffin      | —                           | —                  | —                        | —                      | —                          | —                      | —                      | —                      |
| 2017  | 1er tour D. Lajović    | 2e tour R. Federer          | —                  | —                        | —                      | 1er tour P. Lorenzi        | 1/8 de finale J. Isner | 2e tour S. Querrey     | —                      |
| 2018  | 1er tour E. Escobedo   | 1/8 de finale K. Anderson   | —                  | —                        | 1er tour M. Berrettini | 1/8 de finale G. Dimitrov  | 1er tour D. Shapovalov | 1er tour M. Ebden      | 2e tour A. Zverev      |
| 2019  | 1er tour N. Jarry      | 1/4 de finale D. Shapovalov | —                  | 1/8 de finale R. Nadal   | 1er tour J. Sousa      | —                          | 2e tour R. Bautista    | 1er tour D. Shapovalov | 1er tour T. Fritz      |
| 2020  | n.o.                   | n.o.                        | n.o.               | n.o.                     | —                      | n.o.                       | 1er tour A. Murray     | n.o.                   | —                      |
| 2021  | 3e tour H. Hurkacz     | 1/8 de finale D. Medvedev   | —                  | —                        | —                      | 1/8 de finale G. Monfils   | 2e tour D. Schwartzman | n.o.                   | 1er tour M. Giron      |
| 2022  | 3e tour A. Rublev      | 1/8 de finale F. Cerúndolo  | —                  | 1er tour C. Garín        | 1er tour F. Krajinović | 2e tour T. Fritz           | 2e tour S. Korda       | n.o.                   | 1/4 de finale F. Auger |
| 2023  | 1/2 finale D. Medvedev | 3e tour L. Sonego           | —                  | 3e tour P. Cachín        | 3e tour L. Musetti     | 1er tour M. Raonic         | 2e tour S. Wawrinka    | 2e tour L. Sonego      | 1er tour A. Bublik     |
| 2024  | 3e tour S. Tsitsipás   | 2e tour C. O'Connell        | —                  | 2e tour P. Cachín        | 2e tour D. Köpfer      | 1er tour A. Tabilo         | Finale J. Sinner       | 3e tour R. Safiullin   | 1er tour G. Mpetshi    |
| 2025  | 3e tour Y. Watanuki    | 3e tour A. Fils             | 2e tour A. Popyrin | 1/8 de finale M. Arnaldi | 2e tour S. Ofner       | 1/8 de finale A. de Minaur | 1/8 de finale H. Rune  |                        |                        |

N.B. : sous le résultat se trouve le nom de l’ultime adversaire.

## Confrontations avec ses principaux adversaires
Confrontations lors des différents tournois ATP et en Coupe Davis avec ses principaux adversaires (5 confrontations minimum et avoir été membre du top 10). Classement par pourcentage de victoires. Situation au 4 juin 2025 :
| Joueur             | Meilleur classement | Confrontations | Victoires | Défaites | Pourcentage de victoires | Dernière confrontation                              |
| ------------------ | ------------------- | -------------- | --------- | -------- | ------------------------ | --------------------------------------------------- |
| Alexander Zverev   | 2                   | 9              | 1         | 8        | 12,5                     | défaite (7-65, 5-7, [5-10]) à la Laver Cup 2024     |
| Taylor Fritz       | 4                   | 8              | 1         | 7        | 12,5                     | défaite (6-4, 5-7, 6-4, 4-6, 1-6) à l'US Open 2024  |
| David Goffin       | 7                   | 6              | 1         | 5        | 16,7                     | défaite (63-7, 7-5, 7-5, 4-6, 5-7) à Wimbledon 2022 |
| Daniil Medvedev    | 1                   | 6              | 1         | 5        | 16,7                     | victoire (3-6, 6-4, [10-5]) à la Laver Cup 2024     |
| Kevin Anderson     | 5                   | 5              | 1         | 4        | 20                       | défaite (6-4, 66-7, 64-7) au tournoi d'Estoril 2021 |
| Jannik Sinner      | 1                   | 5              | 1         | 4        | 20                       | défaite (64-7, 2-6) au Masters de Cincinnati 2024   |
| Denis Shapovalov   | 10                  | 7              | 2         | 5        | 28,6                     | défaite (7-64, 4-6, 2-6, 4-6) à Roland-Garros 2024  |
| Grigor Dimitrov    | 3                   | 5              | 2         | 3        | 40                       | victoire (6-3, 65-7, 6-3, 4-1 ab.) à l'US Open 2024 |
| Lorenzo Musetti    | 6                   | 6              | 3         | 3        | 50                       | défaite (2-6, 6-4, 5-7, 2-6) à Roland-Garros 2025   |
| Hubert Hurkacz     | 6                   | 7              | 4         | 3        | 57,1                     | victoire (6-3, ab.) au Masters de Cincinnati 2024   |
| Stéfanos Tsitsipás | 3                   | 5              | 3         | 2        | 60                       | défaite (3-6, 3-6) au Masters d'Indian Wells 2024   |

Ce bilan ne prend pas en compte les confrontations en qualifications, en Challenger, Futures, ou durant le parcours junior des joueurs :
- Défaite contre Stéfanos Tsitsipás au Round Robin du Next Generation ATP Finals 2018 (33-4, 35-4, 2-4).

## Victoires sur le top 10
Toutes ses victoires sur des joueurs classés dans le top 10 de l'ATP lors de la rencontre.
| Légende                 |
| Grand Chelem            |
| Masters                 |
| Jeux olympiques         |
| Masters 1000            |
| ATP 500                 |
| ATP 250                 |
| Coupe Davis / Laver Cup |

| #  | F.T.  | Tournoi          | Année | Surface    | Adversaire            | Rang  | Tour   | Score                    |
| -- | ----- | ---------------- | ----- | ---------- | --------------------- | ----- | ------ | ------------------------ |
| 1  | no 87 | Cincinnati       | 2017  | Dur        | Alexander Zverev      | no 7  | 1/16   | 4-6, 6-3, 6-4            |
| 2  | no 91 | Delray Beach     | 2018  | Dur        | Juan Martín del Potro | no 10 | 1/16   | 7-66, 4-6, 7-5           |
| 3  | no 39 | Open d'Australie | 2019  | Dur        | Kevin Anderson        | no 6  | 1/32   | 4-6, 6-4, 6-4, 7-5       |
| 4  | no 57 | Wimbledon        | 2021  | Gazon      | Stéfanos Tsitsipás    | no 4  | 1/64   | 6-4, 6-4, 6-3            |
| 5  | no 53 | Toronto          | 2021  | Dur        | Denis Shapovalov      | no 10 | 1/16   | 6-1, 6-4                 |
| 6  | no 50 | US Open          | 2021  | Dur        | Andrey Rublev         | no 7  | 1/16   | 4-6, 6-3, 7-66, 4-6, 6-1 |
| 7  | no 49 | Vienne           | 2021  | Dur (int.) | Stéfanos Tsitsipás    | no 3  | 1/8    | 3-6, 6-3, 6-4            |
| 8  | no 26 | US Open          | 2022  | Dur        | Rafael Nadal          | no 3  | 1/8    | 6-4, 4-6, 6-4, 6-3       |
| 9  | no 19 | Laver Cup        | 2022  | Dur (int.) | Stéfanos Tsitsipás    | no 6  | Poules | 1-6, 7-611, [10-8]       |
| 10 | no 29 | Washington       | 2024  | Dur        | Andrey Rublev         | no 8  | 1/4    | 6-4, 7-63                |
| 11 | no 27 | Cincinnati       | 2024  | Dur        | Hubert Hurkacz        | no 7  | 1/4    | 6-3, 0-0 ab.             |
| 12 | no 20 | US Open          | 2024  | Dur        | Grigor Dimitrov       | no 9  | 1/4    | 6-3, 65-7, 6-3, 4-1 ab.  |
| 13 | no 16 | Laver Cup        | 2024  | Dur (int.) | Daniil Medvedev       | no 5  | Poules | 3-6, 6-4, [10-5]         |

## Classements ATP en fin de saison
| Année          | 2014 | 2015 | 2016 | 2017 | 2018 | 2019 | 2020 | 2021 | 2022 | 2023 | 2024 |
| Rang en simple | 1136 | 180  | 108  | 79   | 39   | 47   | 59   | 38   | 19   | 16   | 18   |
| Rang en double | 535  | –    | 685  | 363  | 205  | 443  | 589  | 161  | 232  | 194  | –    |

Source : (en) Classements de Frances Tiafoe sur le site officiel de la Fédération internationale de tennis